# Municipio de Granger
El municipio de Granger (en inglés, Granger Township) es un municipio ubicado en el condado de Medina, Ohio, Estados Unidos. Según el censo de 2020, tiene una población de 4556 habitantes.

## Geografía
El municipio de Granger se encuentra ubicado en las coordenadas 41°10′13″N 81°44′18″O / 41.17028, -81.73833. Según la Oficina del Censo de los Estados Unidos, el municipio tiene una superficie total de 60.43 km², de la cual 60,21 km² corresponden a tierra firme y (0,37 %) 0,22 km² es agua.

## Demografía
Según el censo de 2010, había 4445 personas residiendo en el municipio de Granger. La densidad de población era de 73,55 hab./km². De los 4445 habitantes, el municipio de Granger estaba compuesto por el 97,35 % blancos, el 0,43 % eran afroamericanos, el 0,07 % eran amerindios, el 1,12 % eran asiáticos, el 0,11 % eran de otras razas y el 0,92 % eran de una mezcla de razas. Del total de la población el 1,71 % eran hispanos o latinos de cualquier raza.